# GS Megaphone
GS Megaphone é uma banda de Rock cristão com influências do grunge, formada em 1999. A banda lançou dois álbuns pela gravadora Sony. A banda encerrou as atividades em 2005.

## Discografia
- Out of My Mind (2001, Sony),[1]
- Beautiful World (2003, Sony),[2]